# Mastaba nr 3503
Mastaba nr 3503 – mastaba mieszcząca się w Sakkarze, prawdopodobnie pochodząca z okresu panowania faraona Dżera. W grobowcu pochowana mogła być Meritneit.

## Architektura
Dolne wymiary mastaby liczyły 14,25 na 4,5 m, sam grobowiec był podzielony na 5 komór. Centralna komora miała wymiary 4,8 na 3,5 m, odkryto w niej fragmenty drewnianego sarkofagu, ludzkie kości, gliniane naczynia, fragmenty drewnianych skrzyń oraz baldachimów. Grobowiec był otoczony murem.